# Prudnik (gemeente)
De gemeente Prudnik is een stad- en landgemeente in het Poolse woiwodschap Opole, in powiat Prudnicki.
De zetel van de gemeente is in Prudnik.
Op 30 juni 2004 telde de gemeente 29 748 inwoners.

## Oppervlakte gegevens
In 2002 bedroeg de totale oppervlakte van gemeente Prudnik 122,13 km2, waarvan:
- agrarisch gebied: 76%
- bossen: 12%

De gemeente beslaat 21,38% van de totale oppervlakte van de powiat.

## Demografie
Stand op 30 juni 2004:
| Omschrijving                   | Totaal | Totaal | Vrouwen | Vrouwen | Mannen | Mannen |
| ------------------------------ | ------ | ------ | ------- | ------- | ------ | ------ |
| eenheid                        | aantal | %      | aantal  | %       | aantal | %      |
| inwoners                       | 29 748 | 100    | 15 547  | 52,3    | 14 201 | 47,7   |
| bevolkingsdichtheid (inw./km2) | 243,6  | 243,6  | 127,3   | 127,3   | 116,3  | 116,3  |

In 2002 bedroeg het gemiddelde inkomen per inwoner 1213,87 zł.

## Plaatsen in gemeente Prudnik
Chocim, Czyżowice, Dębowiec, Gajówka, Łąka Prudnicka, Mieszkowice, Moszczanka, Moszczanka-Kolonia, Niemysłowice, Osiedle, Piorunkowice, Rudziczka, Siemków, Szybowice, Trzebieszów, Wierzbiec, Wieszczyna, Włóczno, Włókna, Zimne Kąty

## Aangrenzende gemeenten
Biała, Głuchołazy, Korfantów, Lubrza, Nysa. De gemeente grenst aan Tsjechië.